# Генн, Лео
Лео Генн (англ. Leo Genn, 9 августа 1905 — 26 января 1978) — британский актёр и адвокат.

## Биография
Окончил Школу Лондонского Сити, а затем изучал юриспруденцию в колледже св. Катарины в Кембридже, получив квалификацию адвоката в 1928 году. В 1930 году состоялся его театральный дебют, после чего он много играл на театральных сценах Англии, в том числе в Олд Вик, а также во время гастролей в США играл на Бродвее. В то же время состоялся его дебют на большом экране.
В 1940 году, с началом Второй Мировой войны, Генн был принят в звании офицера в Королевский полк артиллерии, а в 1943 году повышен в звании до подполковника. После войны он состоял в британском подразделении, которое расследовало военные преступления в концентрационном лагере Берген-Бельзен, а затем был помощником прокурора на судебном процессе в Люнебурге, Германия. В 1945 году во Франции ему был вручен Военный крест. После войны Генн появился в фильмах «Зелёный — цвет опасности» (1946), «Змеиная яма» (1948), «Камо грядеши» (1951), роль в котором принесла ему номинацию на «Оскар», «Моби Дик» (1956) и «В Риме была ночь» (1960). Актёр скончался в 1978 году в Лондоне от сердечного приступа.